# Стоккен, Мартин
Мартин Стоккен (норв. Martin Stokken; 16 января 1923, Снилльфьорд, Сёр-Трёнделаг — 25 марта 1984, Тронхейм) — норвежский лыжник и легкоатлет, призёр зимних Олимпийских игр 1952 года, участник двух летних и двух зимних Олимпиад.

## Карьера лыжника
На Олимпиаде-1952 в Осло завоевал серебро в эстафете, в которой бежал третий этап и приняв эстафету на 3-м месте он сумел по ходу этапа обойти представителя сборной Швеции и закончил этап на 2-м месте, на последнем этапе Хальгейр Бренден сохранил за сборной Норвегии вторую позицию. В гонке на 18 км занял 6-е место.
На Олимпиаде-1956 в Kортина-д’Ампеццо стал 6-м в гонке на 15 км, 15-м в гонке на 30 км и 4-м в эстафете, так же стартовал в гонке на 50 км, но был дисквалифицирован.
На чемпионате мира 1950 в Лейк-Плэсиде завоевал бронзовую медаль в эстафетной гонке. Лучший результат Стоккена в индивидуальных гонках на чемпионатах мира, 4-е место в гонке на 50 км на чемпионате мира 1954 в Фалуне

## Kарьера легкоатлета
Kроме лыжных гонок серьёзно занимался лёгкой атлетикой, специализируясь в беге на длинные дистанции.
На Олимпиаде-1948 в Лондоне занял 4-е место в беге на 10 000 метров, лишь 5 секунд уступив в борьбе за 3-е место шведу Бертилю Альбертссону, так же занял 10-е место в беге на 5 000 метров.
На Олимпиаде-1952 в Хельсинки был 10-м в беге на 10 000 метров и 7-м в полуфинале в беге на 5 000 метров, что не позволило ему выйти в финал.
За свою карьеру участвовал в двух чемпионатах Европы по лёгкой атлетике. На чемпионате 1946 года занял 8-е место в беге на 10 000 метров, а на чемпионате 1950 года, стал 6-м в беге на 10 000 метров и 4-м в беге на 3 000 метров с препятствиями.
Личный рекорд Стоккена в беге на 5 000 метров - 14:13,8, а в беге на 10 000 метров - 29:54,0.